# اشتاتسندورف
اشتاتسندورف (به آلمانی: Statzendorf) یک منطقهٔ مسکونی در اتریش است که در ناحیه زانکت پولتن-لاند واقع شده‌است. اشتاتسندورف ۱۲٫۴۴ کیلومتر مربع مساحت دارد ۲۹۵ متر بالاتر از سطح دریا واقع شده‌است.